# Luude
Luude (eigentlich: Christian Benson) ist ein australischer Musiker der Elektronischen Tanzmusik.

## Leben
Christian Benson wuchs in Tasmanien auf. Nach der High School zog er nach Perth in Western Australia. Nach einem YouTube-Clip von Avicii begann er mit der Musikproduktion. Seine erste Single erschien im Dezember 2015. Es folgten einige Singles, bis am 3. September die EP 6AM über Sweat It Out, Warner Music Australia erschien. Neben seinen Soloarbeiten ist er auch eine Hälfte des Produktions-Duos Choomba zusammen mit seinem Cousin Tim Benson.
2021 erschien ein Remix von Men at Works Hit Down Under als Drum-&-Bass-Song. Colin Hay von Men at Work sang den Song für Luude neu ein. Das Lied erreichte in Australien Platz zehn und in Neuseeland Platz eins.

## Diskografie

### EPs
- 2021: 6AM (Swear It Out/Warner Music Australia)

### Singles
- 2015: Coco Butter (mit Twerl)
- 2016: Right Now (mit Fabian Mazur)
- 2016: Sooo
- 2017: La De Da
- 2017: Don’t Leave Me
- 2017: Paradise (mit Twerl and Lost Boys)
- 2018: Sink or Swim (mit Georgi Kay)
- 2019: Hurricane (feat. Great News)
- 2019: Lala Lamp
- 2021: Luudooskins
- 2021: Wanna Stay (feat. Dear Sunday)
- 2021: Down Under (feat. Colin Hay)
- 2022: Big City Life (feat. Mattafix, AU: ×2Doppelplatin )
- 2023: Oh My (feat. Moby)
- 2023: TMO (Turn Me On) (feat. Kevin Lyttle, Bru-C)